# Konkurs Piosenki Eurowizji Junior 2025
23. Konkurs Piosenki Eurowizji Junior odbędzie się 13 grudnia 2025 roku w Pałacu Olimpijskim w Tbilisi. Koncert zorganizuje Europejska Unia Nadawców i gruziński nadawca Georgian Public Broadcaster (GPB). Będzie to drugi raz, gdy konkurs odbędzie się w Gruzji, po tym jak pierwszy odbył się tu w 2017 roku.
Na obecną chwilę osiemnaście państw wyraziło chęć udziału w tej edycji konkursu.

## Lokalizacja

### Miejsce organizacji konkursu
12 maja 2025 ogłoszono, że konkurs odbędzie się w Pałacu Olimpijskim w Tbilisi. Będzie to drugie wydarzenie z ramienia Europejskiej Unii Nadawców odbywające się w Gruzji, jak i również drugi Konkurs Piosenki Eurowizji Junior, który zostanie zorganizowany w tej samej hali po konkursie w 2017.

### Proces wyboru miejsca organizacji

Pałac Olimpijski w Tbilisi, miejsce organizacji konkursu

W przeciwieństwie do Konkursu Piosenki Eurowizji, w którym wygrywający nadawca publiczny ma pierwszeństwo do organizacji konkursu w kolejnym roku, telewizja triumfująca w Konkursie Piosenki Eurowizji Junior nie otrzymuje automatycznie prawa do organizacji następnego konkursu. Po zwycięstwie Andrii Putkaradze, reprezentanta Gruzji w finale konkursu w 2024, dyrektorka generalna gruzińskiego nadawcy, Tinatin Berdzeniszwili ogłosiła gotowość do organizacji konkursu na terenie kraju. Niedługo później telewizja za pomocą swojego profilu na Facebooku stwierdziła, że konkurs odbędzie się w Gruzji, jednak wbrew temu EBU poinformowało na swojej oficjalnej stronie internetowej, że będzie „współpracować ze wszystkimi członkami – w tym ze zwycięskim nadawcą GPB – przez następne kilka tygodni, aby zidentyfikować, a następnie ogłosić nadawcę-gospodarza”. 9 marca 2025 portugalski nadawca Rádio e Televisão de Portugal (RTP) zaprzeczył, jakoby skontaktowano się z nim w sprawie potencjalnej organizacji wydarzenia po zajęciu przez ten kraj drugiego miejsca w finale konkursu w 2024, wykluczając zarazem możliwość ulokowania widowiska w Portugalii.
9 kwietnia Państwowa Agencja Zamówień Publicznych w Gruzji opublikowała dokumenty z których wynika, że rząd Gruzji, EBU i GPB wspólnie zgodziły się, aby konkurs odbył się w stolicy tego kraju – Tbilisi.

## Kraje uczestniczące
Następujące kraje wyraziły wstępne zainteresowanie udziałem w konkursie:
| Kraj               | Wykonawca        | Utwór            | Język            |
| ------------------ | ---------------- | ---------------- | ---------------- |
| Albania            | Kroni Pula       | „Fruta perime”   | albański         |
| Armenia            |                  |                  |                  |
| Azerbejdżan        |                  |                  |                  |
| Chorwacja          | Marino Vrgoč     |                  |                  |
| Cypr               |                  |                  |                  |
| Czarnogóra         |                  |                  |                  |
| Francja            |                  |                  |                  |
| Gruzja             |                  |                  |                  |
| Hiszpania          | Gonzalo Pinillos |                  |                  |
| Holandia           | 20 września 2025 | 20 września 2025 | 20 września 2025 |
| Irlandia           |                  |                  |                  |
| Macedonia Północna | Neła Manczeska   |                  |                  |
| Malta              |                  |                  |                  |
| Polska             | Marianna Kłos    |                  |                  |
| Portugalia         | Inês Gonçalves   |                  |                  |
| San Marino         | wrzesień 2025    |                  |                  |
| Ukraina            | październik 2025 | październik 2025 | październik 2025 |
| Włochy             | wrzesień 2025    | wrzesień 2025    | wrzesień 2025    |

## Pozostałe kraje
Aby kraj kwalifikował się do potencjalnego udziału w Konkursie Piosenki Eurowizji Junior, musi być aktywnym członkiem Europejskiej Unii Nadawców. Nie wiadomo, czy Europejska Unia Nadawców wysyła zaproszenia do udziału wszystkim pięćdziesięciu sześciu aktywnym członkom, tak jak ma to miejsce w kwestii Konkursu Piosenki Eurowizji.

### Aktywni członkowie EBU
- Belgia – 3 stycznia 2025 flamandzki nadawca VRT poinformował, że nie zorganizuje powrotu do udziału w konkursie w 2025 ze względu na ograniczenia budżetowe, które pomimo zainteresowania konkursem ze strony zarządu telewizji nie pozwalają im na udział[71][72].
- Dania – 10 grudnia 2024 duński nadawca DR poinformował, że nie ma zamiaru zorganizować powrotu Danii do udziału w konkursie w 2025, lecz docenia starania EBU w zapewnieniu ochrony dzieci uczestniczących w Eurowizji Junior[73]. Marlene Boel, szefowa działu dziecięcego stacji przyznała również, że „co roku rozważany jest potencjalny powrót do udziału, ale na ten moment telewizja woli skupić się na opracowywaniu własnych programów dostosowanych do codziennego życia duńskich dzieci, a środki finansowe priorytetowo przeznaczyć na MGP Junior(inne języki), który w dalszym ciągu DR postrzega jako wartościowy sposób wspierania i podkreślania talentów muzycznych dzieci”[74][75].
- Estonia – 11 grudnia 2024 estoński nadawca Eesti Rahvusringhääling (ERR) poinformował, że Estonia rezygnuje z udziału w konkursie w 2025 z powodu cięć budżetowych[76][77].
- Islandia – szef islandzkiej delegacji na Eurowizji Rúnar Freyr Gíslason(inne języki) poinformował, że islandzki nadawca Ríkisútvarpið (RÚV) nadal zastanawia się nad potencjalnym zorganizowaniem debiutu Islandii w konkursie, lecz nie wie kiedy to nastąpi[78]. Gíslason podkreślił, że stacji podoba się idea konkursu i myśli, że widzom z Islandii również się on spodoba[79]. 12 czerwca 2025 Ásdís Ósk Bjarnadóttir, przedstawicielka ds. obsługi klienta islandzkiej telewizji poinformowała, że zarząd stacji nie podjął jeszcze decyzji odnośnie potencjalnej organizacji debiutu Islandii w konkursie w 2025, ale zostanie wydane oświadczenie, jeśli coś się zmieni[80].
- Izrael – 26 grudnia 2024 izraelski nadawca KAN poinformował, że nie powróci do udziału w 2025 ze względu na wysokie koszta uczestnictwa oraz chęci skupienia środków na lokalne produkcje skierowane dla dzieci[81][82].
- Litwa – 7 kwietnia 2025 jeden z eurowizyjnych portali doniósł, że litewski nadawca LRT w ramach pracy nad nową ramówką dla swojego dziecięcego kanału LRT vaikai zapytało pewne grupy dzieci w różnych przedziałach wiekowych o ich zdanie w zakresie potencjalnej organizacji powrotu Litwy na Eurowizję Junior[83]. Mimo to 24 czerwca 2025 litewski nadawca LRT poinformował, że kraj nie powróci do udziału w 2025. Na decyzję wpłynęły wysokie koszta, na które stacja może sobie pozwolić jedynie przy wyraźnym zainteresowaniu widzów. Niemniej jednak LRT po raz kolejny wyemituje finał konkursu[84].
- Niemcy – 7 marca 2025 dział komunikacji niemieckiego kanału dziecięcego Kika potwierdził, że Niemcy nie wyślą swojego reprezentanta na konkurs w 2025, choć finał konkursu na ich kanale nadal zostanie wyemitowany na żywo[85][86][87].
- Rumunia – 17 lipca 2025 dział relacji publicznych rumuńskiego nadawcy Televiziunea Română (TVR) poinformował, że stacja nie podjęła jeszcze decyzji odnośnie tego, czy zorganizuje powrót Rumunii podczas konkursu w 2025[88].
- Serbia – 15 sierpnia 2025 redaktorka działu programów rozrywkowych serbskiego nadawcy Radio-Televizija Srbije (RTS) Sandra Perović w rozmowie z serbskim oddziałem organizacji OGAE poinformowała, że stacja rozważała organizację powrotu Serbii do udziału w 2025 roku, jednak ostatecznie z niego zrezygnowała ze względu na ograniczenia budżetowe[89][90].
- Słowenia – 10 czerwca 2025 dział komunikacji słoweńskiego nadawcy Radiotelevizija Slovenija (RTVSLO) potwierdził, że Słowenia nie weźmie udziału w konkursie w 2025, gdyż wydarzenie nie zostało uwzględnione w rocznym planie programowym stacji[91].

Poniższe kraje potwierdziły, że nie planują powrócić do udziału w konkursie w 2025 bez podania przyczyny:
- Grecja – ERT[92]
- Łotwa – LTV[93]
- Norwegia – NRK[94]
- Szwajcaria – SRG SSR[95]
- Szwecja – SVT[96]
- Walia – S4C[97]
- Wielka Brytania – BBC[98]

Poniższe kraje potwierdziły, że nie planują zadebiutować podczas konkursu w 2025 bez podania przyczyny:
- Austria – ORF[99]
- Czechy – ČT[100]

### Stowarzyszeni członkowie EBU
- Australia – 20 marca 2025 obaj australijscy nadawcy Special Broadcasting Service (SBS) i Australian Broadcasting Corporation (ABC) wykluczyli możliwość organizacji powrotu Australii do udziału w konkursie bez podania przyczyny[101][102].
- Kazachstan – 26 maja 2025 Ministerstwo Kultury i Informacji Kazachstanu(inne języki) poinformowało, że kraj nie weźmie udziału w konkursie w 2025 ze względu na wysokie koszty uczestnictwa. Jednocześnie w dokumencie zawarto informację, że kazachski nadawca Khabar jest w stanie rozważyć organizację powrotu Kazachstanu do udziału w konkursie w przyszłych latach[103].

## Nadawcy publiczni i komentatorzy

### Komentatorzy
Poniższy spis uwzględnia nazwiska komentatorów poszczególnych nadawców publicznych transmitujących widowisko.
Kraje uczestniczące w konkursie
- Włochy – Mario Acampa (Rai 2)[68][69]

Kraje nieuczestniczące w konkursie
- Litwa – TBA (LRT)[84]
- Niemcy – TBA (Kika)[85][86]